# ユキワリソウ
ユキワリソウ（雪割草、学名：Primula farinosa subsp. modesta）は、サクラソウ科サクラソウ属の多年草。高山植物で日本（基本種は本州中部､四国､九州）の亜高山帯から高山帯に自生する。

## 特徴
山地の湿った岩場に生育する。高さは10 cmほどになる。葉はだ円形で根生し、幅1-1.5 cm、長さ3-10 cm、表面は緑色でしわが多く、ふちには波状のゆるい鋸歯があり、やや裏側に曲がる。また、葉の裏面は淡黄の粉がある。花茎は高さ7-15 cmになり、その先に3-20個の淡い紅紫色の花をつける。花の径は10-14 mm。苞は線形になり、基部は袋状に膨らまない。花期は5-6月。

## 変種
- ユキワリソウ（基変種） Primula farinosa L. subsp. modesta (Bisset et S.Moore) Pax var. modesta (Bisset et S.Moore) Makino ex T.Yamaz.
- ユキワリコザクラ　Primula farinosa L. subsp. modesta (Bisset et S.Moore) Pax var. fauriei (Franch.) Miyabe

葉が小卵形であり、鋸歯がはっきりしない。細長い葉柄がつく。本州（奥羽地方）、北海道、千島、樺太、済州島に分布する。
- レブンコザクラ　Primula farinosa L. subsp. modesta (Bisset et S.Moore) Pax var. matsumurae (Petitm.) T.Yamaz.

絶滅危惧II類 (VU)（環境省レッドリスト）。北海道の礼文島に自生する。千島、朝鮮半島、アジア寒帯に分布する。苞の基部が、やや膨らむ。
- サマニユキワリ Primula farinosa L. subsp. modesta (Bisset et S.Moore) Pax var. samanimontana (Tatew.) T.Yamaz.

北海道のアポイ岳周辺の日高地方南部に分布する。葉が細く、縁が強く内側に巻き込む。

## 雪割草
雪割草はキンポウゲ科のミスミソウ、スハマソウの別名でもある。
また、イチリンソウ、ニリンソウ、アズマイチゲ、ショウジョウバカマ、ハシリドコロなども雪割草、雪割花とよぶ地方もある。